# 科隆總主教

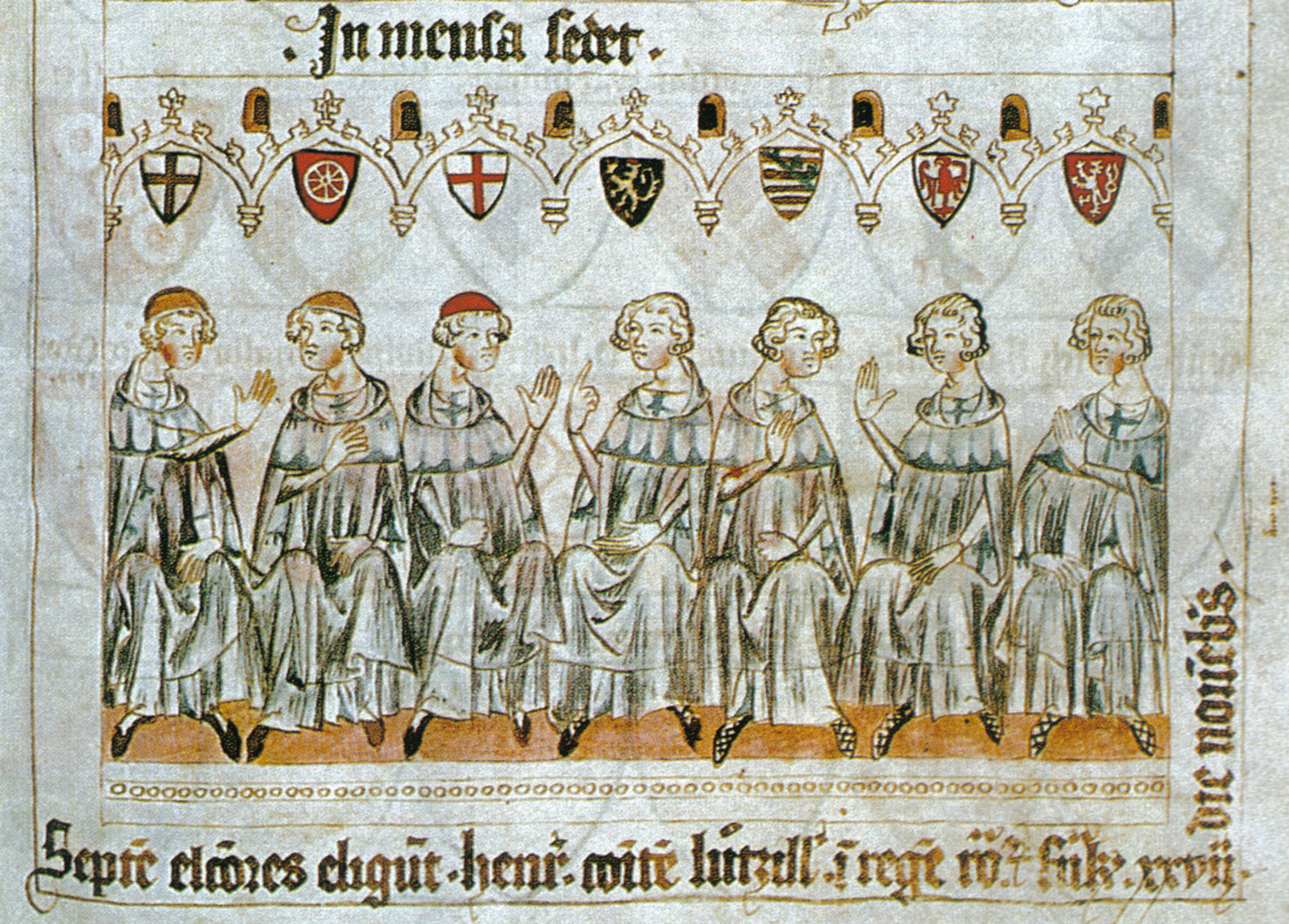
神圣罗马帝国的七位选帝侯，最左侧为科隆總主教

科隆總主教是天主教科隆總教區的正權主教。在1356至1801年，同時是神圣罗马帝国的选帝侯，因而科隆總教區當時又被稱為「科隆選侯國」。
至今为止，科隆的主教和總主教共有94位。现任科隆總主教为莱内·玛利亚·沃尔基。